# Birkerød Kammerorkester
Birkerød Kammerorkester (Birkerød Kammerorkester af 1992) er et amatør-kammerorkester, der spiller klassisk og nyere kompositionsmusik for strygeorkester. Det er baseret i Rudersdal Kommune, Birkerød.
Orkestret er grundlagt i 1992 og har siden 1995 været ledet af Boris Samsing. Det består af omkring 20 musikere og spiller ca. 4 koncerter pr. år, ved flere lejligheder under medvirken af professionelle solister. 
Repertoiret er begrænset til musik for strygere, men musikkens alder strækker sig over 5-6 århundreder. Således spillede man i sæsonen 2010 musik af Claudio Monteverdi, Stanley, Georg Philipp Telemann, Felix Mendelssohn, Edward Elgar, Arcangelo Corelli, Ottorino Respighi, Wolfgang Amadeus Mozart, Dag Wirén, Georg Friedrich Händel, Johann Sebastian Bach, Ture Rangström samt Arvo Pärt og orkestrets dirigent Boris Samsing.
Birkerød Kammerorkester finansieres af medlemmerne, et tilskud fra Rudersdal Kommune samt af koncertindtægter. De største udgifter er løn til dirigent og eventuelle indforskrevne assistenter og solister.
www.bko1992.dk Arkiveret 11. april 2018 hos  Wayback Machine